# Trzebiel (village)
Pour les articles homonymes, voir Trzebiel.
Trzebiel (prononciation : [ˈtʂɛbjɛl]) est un village polonais de la gmina de Trzebiel dans le powiat de Żary de la voïvodie de Lubusz dans l'ouest de la Pologne.
Le village est le siège administratif (chef-lieu) de la gmina appelée gmina de Trzebiel.
Il se situe à environ 22 kilomètres à l'ouest de Żary (siège de le powiat) et 59 kilomètres au sud-ouest de Zielona Góra (siège de la diétine régionale).
Le village compte approximativement une population de 1 400 habitants.

## Histoire
Le nom allemand du village était Triebel.
Après la Seconde Guerre mondiale, avec les conséquences de la Conférence de Potsdam et la mise en œuvre de la ligne Oder-Neisse, le village est intégré à la République populaire de Pologne. La population d'origine allemande est expulsée et remplacée par des polonais.
De 1975 à 1998, le village est attaché administrativement à la voïvodie de Zielona Góra.
Depuis 1999, il fait partie de la voïvodie de Lubusz.